# Liste der Mitglieder des Landtags des Herzogtums Sachsen-Altenburg (1877–1879)
Diese Liste gibt einen Überblick über alle Mitglieder des Landtages des Herzogtums Sachsen-Altenburg von 1877 bis 1879.

## Allgemeines
Die Abgeordneten wurden gemäß dem Wahlgesetz vom 31. Mai 1870 bestimmt. Der Landtag bestand danach aus 30 direkt gewählten Abgeordneten: Neun Abgeordnete wurden von der Stadtbevölkerung, zwölf von der Landbevölkerung und neun von den Höchstbesteuerten gewählt. Das passive Wahlrecht hatte jeder steuerpflichtige männliche Staatsbürger, der das 25. Lebensjahr erreicht hat. Die Abgeordneten wurden für drei Jahre gewählt.

## Liste
| Name                                                             | Kurie            | Wahlbezirk      |                   | Beschreibung                              |
| ---------------------------------------------------------------- | ---------------- | --------------- | ----------------- | ----------------------------------------- |
| Karl Lippold                                                     | Höchstbesteuerte | 1               | Altenburg         | Kommerzienrat                             |
| Karl Findeisen                                                   | Höchstbesteuerte | 2               | Schmölln          | Landrat                                   |
| Back                                                             | Höchstbesteuerte | 3               | Oberzetzscha      | Hauptmann a. D.                           |
| Julius Petzold                                                   | Höchstbesteuerte | 4               | Dippelsdorf       | Gutsbesitzer                              |
| Hans Schade                                                      | Höchstbesteuerte | 5               | Selleris          | Gutsbesitzer                              |
| Julius Stöhr                                                     | Höchstbesteuerte | 6               | Altenburg         | Gutsbesitzer                              |
| Christian August Hesse                                           | Höchstbesteuerte | 7               | Eisenberg         | Gerichtsamtmann, Justizrat, Dr. jur.      |
| Franz Leyn                                                       | Höchstbesteuerte | 8               | Eisenberg         | Rentier                                   |
| Alexander Wolfgang von Schwarzenfels genannt von Rothkirch-Trach | Höchstbesteuerte | 9               | auf Altenberga    | Rittergutsbesitzer, Kammerherr            |
| Gustav Richard Wagner                                            | Städte & Land    | 1, 1. Abteilung | Altenburg         | Appellationsgerichtspräsident, Dr. jur    |
| Richard Burkhardt                                                | Städte & Land    | 1, 2. Abteilung | Altenburg         | Dampfmühlenbesitzer                       |
| Moritz Laurentius                                                | Städte & Land    | 1, 3. Abteilung | Altenburg         | Oberbürgermeister, Geheimer Regierungsrat |
| Karl Hauschild                                                   | Städte & Land    | 2, 1. Abteilung | Ronneburg         | Amtsgerichtsrat, Justizrat                |
| Hermann Jahn                                                     | Städte & Land    | 2, 2. Abteilung | Meuselwitz        | Bürgermeister, Advokat                    |
| Gotthold Schellenberg                                            | Städte & Land    | 2, 3. Abteilung | Schmölln          | Restaurateur                              |
| Johann Kühn                                                      | Städte & Land    | 3, 1. Abteilung | Garbisdorf        | Amtsvorsteher, Guts- und Gasthofsbesitzer |
| Mollo Kresse                                                     | Städte & Land    | 3, 2. Abteilung | Lehma             | Amtsvorsteher, Gutsbesitzer               |
| Naumann                                                          | Städte & Land    | 3, 3. Abteilung | Plottendorf       | Fabrikbesitzer                            |
| Jakob Mälzer                                                     | Städte & Land    | 4, 1. Abteilung | Drogen            | Gutsbesitzer, Amtsvorsteher               |
| Jacob Kahnt                                                      | Städte & Land    | 4, 2. Abteilung | Vollmershain      | Amtsvorsteher, Gutsbesitzer               |
| Karl Rother                                                      | Städte & Land    | 4, 3. Abteilung | Gessen            | Gutsbesitzer, Amtsvorsteher               |
| Florentin Robert Rützer                                          | Städte & Land    | 5, 1. Abteilung | Eisenberg         | Bürgermeister                             |
| Vogt                                                             | Städte & Land    | 5, 2. Abteilung | Eisenberg         | Rentier                                   |
| Müller                                                           | Städte & Land    | 5, 3. Abteilung | Kahla             | Schlossermeister                          |
| Christian Friedrich Kluge                                        | Städte & Land    | 6, 1. Abteilung | Etzdorf           | Gutsbesitzer, Amtsvorsteher               |
| Louis Köhler                                                     | Städte & Land    | 6, 2. Abteilung | Weißbach bei Roda | Mühlenbesitzer, Amtsvorsteher             |
| Karl Opel                                                        | Städte & Land    | 6, 3. Abteilung | Hermsdorf         | Gemeindevorsteher, Holzhändler            |
| Müller                                                           | Städte & Land    | 7, 1. Abteilung | Mötzelbach        | Gutsbesitzer, Amtsvorsteher               |
| Konrad Ludwig Gerstenbergk                                       | Städte & Land    | 7, 2. Abteilung | Roda              | Landrat, Geheimer Regierungsrat           |
| Karl Kärcher                                                     | Städte & Land    | 7, 3. Abteilung | Löbschütz         | Zimmermeister                             |